# Жанбыршин, Едил Терекбайулы
Жанбыршин Едил Терекбайулы (каз. Еділ Терекбайұлы Жаңбыршин; род. 23 марта 1966, с. Таучик, Гурьевская область (ныне Мангистауская область) — казахский учёный, государственный и общественный деятель.
Отец Жанбыршин Терекбай (1939-2019) — второй секретарь Форт-Шевченковского городского комитета партии, главный редактор газеты «Жаңа өмір».
Мать Култаева Светлана Канапиевна (1943) - пенсионерка, работала в сфере торговли.

## Образование
Происходит из подрода бокен рода адай племени байулы.
1990 г. - Алма-Атинский энергетический институт, специальность «Тепловые электрические станции», инженер-теплоэнергетик.
1993 г. - кандидат технических наук (Тема диссертации: "Разработка микрофакельной горелки для попутных нефтяных газов с пониженным уровнем токсичных выбросов").
1998 г. - доцент по специальности «Энергетика», член-корреспондент Академии естественных наук Республики Казахстан.
2005 г.- доктор технических наук (Тема диссертации: "Экологическая оценка влияния загрязнителей нефтегазового комплекса на природную среду (на примере Мангистауской области").
2013 г. - академический советник Национальной инженерной академии РК.
2019 г. - Российская академия народного хозяйства и государственной службы при Президенте РФ, магистр по направлению «Государственное и муниципальное управление» (программа - "Общественные связи и медиаполитика").

## Трудовая деятельность
1990—1992 г.г. — ассистент кафедры «Теплоэнергетические установки» Алматинского энергетического института.
1992—1993 г.г. — ведущий специалист Главного управления высшего образования Министерства образования РК.
1993—1995 г.г. — старший преподаватель, доцент, учёный секретарь Актауского политехнического института.
1995—1999 г.г. — декан нефтехимического факультета Актауского государственного университета им. Ш. Есенова.
1999—2000 г.г. — заместитель директора по учебной работе Актауского филиала Центрально-Азиатского университета.
1999—2003 г.г. — депутат Мангистауского областного маслихата.
2000—2007 г.г. — директор Актауского филиала Карагандинского государственного университета им. Е. А. Букетова, председатель Мангистауского областного общества «Қазақ тілі».
2002 г. — кандидат в депутаты Сената Парламента Казахстана.
2007—2008 г..г. — первый заместитель председателя Мангистауского филиала партии «Нур Отан».
2007-2011 г.г. - депутат Мангистауского областного маслихата.
2008—2011 г.г. — директор ТОО «Азия Техно Сервис».
2011—2012 г.г. — начальник управления природных ресурсов и регулирования природопользования Мангистауской области.
С 12 сентября 2012 года по 10 июля 2015 года — аким города Актау. Назначен на  этот пост акимом Мангистауской области Бауржаном Мухамеджановым. В 2014 году по рейтингу акиматов областных центров Республики Казахстан, возглавляемый Е.Т. Жанбыршином акимат города Актау занял 1 место.
2015-2021 г.г. — советник, заместитель директора по инновациям ТОО "Азия Техно Сервис".
С 12 января 2021 годапо 19 января 2023 года — депутат Мажилиса Парламента Республики Казахстан VІІ созыва, сопредседатель депутатской группы “Жаңа Қазақстан”.

## Общественно-политическая деятельность.
Знаменит своими высказываниями вроде: «Если в Казахстане найдутся два акима, борющихся с коррупцией, я — один из них»., "Құраннан басқасының, бәрін өзгертуге болады"
Депутат Мангистауского областного маслихата 2-го (1999-2003) и 4-го (2007-2012) созывов
Председатель Мангистауского областного предвыборного штаба НДП «Нур Отан» в 2007 году.
Член Дисциплинарного Совета по Мангистауской области, 2007-2008.г.
Член Диссертационного Совета по защите докторских диссертаций по специальностям 25.00.36 – «Геоэкология» и 03.00.16 – «Экология» в Таразском государственном университете имени М.Х. Дулати, 2008-2010 г.г.
Заместитель Председателя Экологического Совета при акиме Мангистауской области, 2012-2015 годы.
Член Исполнительного бюро Всемирной организации «Объединённые города и местные власти», 2013-2015 годы.
Член экспертного совета Международной Ассамблеи столиц и крупных городов (г. Москва), с 2013 г. по настоящее время.
Инициатор установления международных связей г. Актау со Всемирной Организацией "Объединенные Города и Местные Власти", Организацией Городов Всемирного Наследия, Союзом Муниципалитетов Тюркского Мира, а также с городами: Карамай (КНР), Махачкала (РФ), Самсун (Турция), Элиста (РФ), Клайпеда (Литва).
Председатель оргкомитета: VII-й Международной конференции городов Всемирного наследия Евразии под эгидой ЮНЕСКО, ОГВН, ОГМВ (Актау, 2014) и Международной конференции «Внедрение новых технологий в строительстве и жилищно-коммунальном хозяйстве» в рамках ХХІІІ сессии Международной Ассамблей столиц и крупных городов (Актау, 2015).
С 2020 года Председатель Регионального Совета палаты предпринимателей Мангистауской области НПП "Атамекен"
В 2021 году победитель национальной премии "Халықтың сүйіктісі - Народный любимец" в номинации "Лучший парламентарий года" (организована общественным фондом "Республика-Регион-Развитие")
В 2022 году «Лучший депутат 2022 года» по опросу Национального портала «Адырна».
С 2022 года член Национального курултая при Президенте РК.

## Научная деятельность
Автор 3-х патентов и 3-х предпатентов на изобретения Республики Казахстан и более 90 научных, научно-методических и публицистических работ.
Научные труды опубликованы в зарубежных журналах и материалах Международных научных конгрессах, симпозиумах и конференциях, проведённых в следующих странах: Исламская Республика Иран (Горган-1997, Решт-2001); Англия (Лондон-2002); Германия (Берлин-2002, Жюлич-2004); США (Хьюстон-2003, 2005, Альбукерке-2004, Портланд, Канзас, Сан-Антонио-2006); Япония (Киото-2008), Канада (Оттава-2011), Венгрия (Будапешт-2013), Россия (Москва-2013, 2015, 2018).
Участвовал 11 НИОКР и других исследовательских работах, из них 10 в качестве научного руководителя.
Результаты научно-исследовательских работ внедрены: на промышленных объектах НГДУ «Доссорнефть» (1991), ЗАО «Каракудукмунай» (1999), «Маерск Ойл Казахстан ГмбХ» (2003), ОАО «Узеньмунайгаз», АО «Мангистаумунайгаз» (2001-2004 г.г.), ОАО «СНПС-Актобемунайгаз» (2006), а также использованы в методических рекомендациях и программах областных управлений: по природопользованию; охраны окружающей среды; экономики, промышленности и торговли (г. Актау, 2000-2004 г.г.).
В 2019 году в авторстве Е.Т. Жанбыршина разработана микрофакельная инжекционная газовая горелка (МИГГ) для печей подогрева нефти и воды с улучшенными теплотехническими и экологическими характеристиками. Новый тип МИГГ успешно применяется в печах подогрева нефтяных месторождениях Мангистауской области.
Под его научным руководством подготовлены: 1 доктор технических наук и 2 кандидата технических наук по специальности «Геоэкология».

## Награды
- Орден «Парасат» 2022 (18 марта);[15]
- Орден «Курмет» 2020 (3 декабря);[16]
- Знак-Орден Международной Ассоциации столиц и крупных городов «За вклад в устойчивое развитие городов СНГ» (2018);
- 2005, 2007, 2021 — Благодарственные письма Первого Президента Республики Казахстан;
- 2022 — Благодарственное письмо Президента Республика Казахстан К.К. Токаева.
- Правительственные и другие медали, в том числе:
  - Медаль «10 лет независимости Республики Казахстан» (2001);
  - Медаль «10 лет Астане» (2008);
  - Медаль «20 лет независимости Республики Казахстан» (2011);
  - Медали «50 лет Актау» (2013);
  - Медаль «20 лет маслихатам Республики Казахстан» (2014);
  - Медаль «20 лет Конституции Республики Казахстан» (2015);
  - Медаль «25 лет маслихатам Республики Казахстан» (2019);
  - Медаль «30 лет независимости Республики Казахстан» (2021);
  - Медаль НПП "Атамекен" "За верность делу" III степени (2021);
  - Медаль "За вклад в электроэнергетическую отрасль" (2022);
  - Медаль "100 лет гидрометеорологической службе Казахстана" (2022).
- Нагрудные знаки, в том числе:
  - «35 лет Мангистауской области»;
  - «40 лет Мангистауской области»;
  - «50 лет Мангистауской нефти»;
  - "ҚР Қаржы министрлігіне 100 жыл" (11 ноября 2021 года);
  - «Экология саласының үздігі» (27 мая 2022 года).